# نادي الزعفرانية
نادي الزعفرانية الرياضي هو أحد أندية الدوري العراقي يلعب في الدوري العراقي الدرجة الثانية تأسس في عام 2004، يقع مقرة في العاصمة بغداد.

## تاريخ
نادي الزعفرانية هو من أندية محافظة بغداد، تأسس عام 2004، وبعد سنة من تأسيسه ألغي لأسباب مالية وإدارية، ثم عاد مرة أخرى في عام 2020، وانتخبت أول هيئة له في 23 نوفمبر 2020.

## التاريخ الإداري
- وعد صالح
- حبيب جعفر
- أياد شعلان
- عطا حسن
- جبار حميد